# Tecophilaea

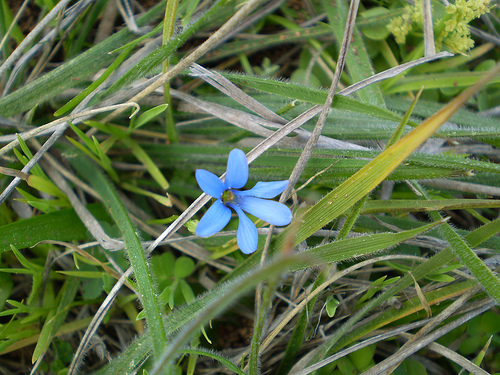
T. violiflora

Tecophilaea Bertero ex Colla – rodzaj roślin należący do rodziny Tecophilaeaceae, obejmujący dwa gatunki występujące w środkowym Chile i w Peru. Rośliny z gatunku Tecophilaea cyanocrocus, o pachnących, atrakcyjnych, kobaltowoniebieskich kwiatach, są rzadkimi i cenionymi roślinami ozdobnymi, co niemal przyczyniło się do ich wymarcia w środowisku naturalnym.

## Obszar występowania i siedliska
Rośliny z gatunku Tecophilaea violiflora występują w okolicach Limy w Peru oraz na obszarze od Coquimbo do Santiago w Chile. Gatunek Tecophilaea cyanocrocus występował naturalnie w górach w okolicy Santiago de Chile, na wysokości ok. 3000 m n.p.m., jednak około roku 1950 roślina ta została uznana za wymarłą w środowisku naturalnym, w konsekwencji m.in. nadmiernego zbioru bulwocebul w celu ich eksportu do Europy. Wiosną 2001 r. odkryto jednak na terenach prywatnych w Regionie Metropolitalnym Santiago, na południe od stolicy, dużą populację tej rośliny. Zasiedlają suche łąki górskie i kamieniste zbocza.

## Morfologia
PokrójNiewielkie rośliny zielne.
PędPodziemna bulwocebula pokryta tuniką.
LiścieDwa liście odziomkowe, zewnętrzny zredukowany do rurkowatej pochwy, wewnętrzny wąsko lancetowaty. U T. cyanocrocus niekiedy dwa liście właściwe o długości do 10 cm i szerokości do 1 cm.
KwiatyGłąbik o wysokości do 8 cm, z pojedynczym kwiatem, rzadziej 2–3 zebrane w grono. Szypułki z liściem przykwiatowym u nasady oraz niemal wierzchołkowo posadzonym podkwiatkiem. Kwiaty o długości od 1,5 do 3–4 cm, lekko grzbieciste, z okwiatem o zwężonej, rurkowatej nasadzie, trąbkowate. Trzy płodne pręciki ułożone z przodu okwiatu, z główkami u nasady z ogoniastymi wyrostkami zbudowanymi z dwóch zrośniętych komór pyłkowych sąsiadujących pylników. Trzy jałowe prątniczki położone z tyłu okwiatu. Słupek wpół dolny. Zalążki liczne.
OwoceMałe, kulistawe torebki.

## Biologia
RozwójWieloletnie geofity cebulowe. Gatunek T. cyanocrocus kwitnie na wiosnę (od października do listopada na półkuli południowej lub od lutego do marca na półkuli północnej).

## Systematyka
Jeden z rodzajów w rodzinie Tecophilaeaceae.
Gatunki
- Tecophilaea cyanocrocus Leyb.
- Tecophilaea violiflora Bertero ex Colla

## Nazewnictwo
Etymologia nazwy naukowejNazwa naukowa rodzaju została nadana na cześć Tecophilii, córki włoskiego botanika Luigi Colla, który badał i opisał te rośliny.
Nazwy zwyczajoweT. cyanocrocus nazywana jest „Chilean blue crocus”, co w języku polskim oznacza „niebieski krokus chilijski”.
Synonimy
- Distrepta Miers
- Phyganthus Poepp. & Endl.
- Poeppigia Kunze ex Rchb.

## Zastosowania
Oba gatunki Tecophilaea uprawiane są jako roślina ozdobne. Gatunek T. cyanocrocus o większych kwiatach jest bardziej popularny w uprawie. Powstały liczne kultywary tego gatunku, w tym takie jak 'Leichtlinii', o wyrazistej, białej gardzieli okwiatu, 'Purpurea' i 'Hardman's Violet'. Zarówno gatunek tej rośliny, jak i kultywar 'Leichtlinii' zostały wyróżnione Award of Garden Merit przez Royal Horticultural Society.